# Myatelemus trossulus
Myatelemus trossulus là một loài ruồi trong họ Tachinidae.